# Фабр, Огюст
Огюст Жюль Эспри Фабр (фр. Augustin-Jules-Esprit Fabre; 20 июня 1797, Марсель — 16 января 1870, там же) — французский историк и судья.

## Биография
Родился в семье капитана корабля. После учёбы в марсельском лицее Тьера, изучал право в университете Экс-ан-Прованса. Был назначен мировым судьей в Арлё, затем в 1830 году — в Марселе и занимал эту должность до самой смерти в 1870 году. В 1837—1848 и 1853—1865 годах член муниципальном совете Марселя. Работал администратором нескольких больниц и Сберегательной кассы Марселя. Благодаря этому имел доступ к архивам города, что позволяло ему проводить исторические исследования.
Известен, как историк Марселя и Прованса. коллекционер, его библиотека насчитывала около 4000 книг, почти исключительно посвящённых Марселю и Провансу.

## Память
- Его имя носят улицы в Марселе и Париже.

## Избранные публикации
- Les Rues de Marseille, Марсель, 1869, в 5 томах
- Histoire des hôpitaux et des institutions de bienfaisance de Marseille, Марсель, 1854, в 2 томах
- Notice historique sur les anciennes rues de Marseille démolies en 1862 pour la création de la rue impériale, Марсель, 1862
- Histoire de Marseille, Марсель и Париж, 1829, в 2 томах
- Histoire de Provence, Марсель, 1833—1835, в 2 томах.